# Кътинска река
Кътинската река е неголяма река в северната част на Софийското поле.

## География
Извира от Стара планина, на север от село Кътина. Протича през селото, след това завива на изток-югоизток към квартал Курило на гр. Нови Искър. Протича през квартала и се влива в река Искър.